# Saison 1975-1976 des FAR de Rabat
Pour un article plus général, voir Association sportive des FAR (football).
Maillots
Chronologie
Saison précédente Saison suivante
La saison 1975-1976 des FAR de Rabat est la dix-huitième de l'histoire du club. Cette saison débute alors que les militaires avait terminé douzième en championnat lors de la saison dernière. Le club est par ailleurs engagé en coupe du Trône.
Finalement, les FAR de Rabat sont éliminés en seizièmes de finale de la coupe du Trône et se placent onzième en championnat.
Le bilan en championnat des FAR de Rabat s'est terminé défavorable car sur 30 matchs joués, ils en gagnent 8, en perdent 12 et cèdent 10 nuls pour 24 buts marquées et 32 encaissés.

## Contexte et résumé de la saison passée des FAR de Rabat
L'équipe des FAR de Rabat s'était placé douzième en championnat lors de la saison dernière. Avec au total 57 points soit 8 victoires, 11 nuls et 11 défaites, l'équipe a enregistré une prestation plus que décevante. Ensuite en coupe du Trône, le parcours du club militaire a débuté en 16e de finale puisque les militaires évoluent en 1er division. L'adversaire des FAR est inconnu mais on sait que les militaires ont été éliminés à ce stade de la compétition.
Le bilan de la saison dernière est très décevant, du fait que l'équipe atteint la médiocre 12e place du classement et ne réussit pas à passer le stade des seizièmes de finale. Il faut noter que depuis 1972-1973, les militaires stagnent.

## Saison

### Parcours en Championnat
Le championnat du Maroc de football 1975-1976 est la 20e édition du championnat du Maroc de football. Elle oppose seize clubs regroupées au sein d'une poule unique où les équipes se rencontrent deux fois, à domicile et à l'extérieur. Deux clubs sont relégués en fin de saison.

#### Composition du championnat
Avec la relégation du Raja d'Agadir, et avec la promotion du CODM de Meknès. Pour des raisons inconnues Kawkab de Marrakech ne fut pas relégué et de ce fait, il n'y eut qu'un club promu qu'est le CODM de Meknès. Les FAR se trouvent donc lors de cette saison en compagnie de quinze équipes que sont :
Le F.U.S. : le Fath Union Sport de Rabat.
Le T.A.S. : le Tihad Athlétique Sport.
Le W.A.C. : le Wydad Athletic Club.
Le R.C.A. : le Raja Club Athletic.
Le M.C.O. : le Mouloudia Club d'Oujda.
Le D.H.J. : le Difaâ Hassani d'El Jadida.
Le K.A.C.M. : le Kawkab Athlétique Club de Marrakech.
Le M.A.T. : le Moghreb Athlétic de Tétouan.
Le C.O.D.M. : le Club omnisports de Meknès.
L'A.S.S. : l'Association sportive de Salé.
Le M.A.S. : le Maghreb Association Sportive.
La R.S.S. : la Renaissance Sportive de Settat.
Le R.B.M. : le Raja de Beni Mellal.
L'U.S.K. : l'Union de Sidi Kacem.
et le S.C.C.M. : le Sporting Club du Chabab Mohammédia.
Cette saison représente donc la dix-huitième année de football de l'histoire des FAR de Rabat, il s'agit surtout de sa seizième en première division. On peut signaler la présence du FUS de Rabat qui est un club de Rabat. Il y a donc dans le championnat seulement deux équipes basées dans la ville de Rabat, alors qu'ils y en a trois qui représentent la ville de Casablanca lors de cette saison. Il y a aussi durant cette saison l'AS Salé qui est basée dans la ville voisine de Salé et qui est présent dans l'élite depuis la saison 1973-1974 ce qui donnera lieu à des chauds derbies du Bouregreg lors de cette saison.

#### Phase aller
| Dates | Journées    | Adversaires         | Lieux des rencontres | Scores | Buts FAR | Références          |
| ----- | ----------- | ------------------- | -------------------- | ------ | -------- | ------------------- |
| ???   | 1er journée | ???                 | ???                  | ?-?    | -        |                     |
| ???   | 2e journée  | ???                 | ???                  | ?-?    | -        |                     |
| ???   | 3e journée  | Wydad de Casablanca | ???                  | 0-0    | -        | [ Rapport match 1 ] |
| ???   | 4e journée  | ???                 | ???                  | ?-?    | -        |                     |
| ???   | 5e journée  | ???                 | ???                  | ?-?    | -        |                     |
| ???   | 6e journée  | ???                 | ???                  | ?-?    | -        |                     |
| ???   | 7e journée  | ???                 | ???                  | ?-?    | -        |                     |
| ???   | 8e journée  | ???                 | ???                  | ?-?    | -        |                     |
| ???   | 9e journée  | ???                 | ???                  | ?-?    | -        |                     |
| ???   | 10e journée | ???                 | ???                  | ?-?    | -        |                     |
| ???   | 11e journée | ???                 | ???                  | ?-?    | -        |                     |
| ???   | 12e journée | ???                 | ???                  | ?-?    | -        |                     |
| ???   | 13e journée | ???                 | ???                  | ?-?    | -        |                     |
| ???   | 14e journée | ???                 | ???                  | ?-?    | -        |                     |
| ???   | 15e journée | ???                 | ???                  | ?-?    | -        |                     |

#### Phase retour
| Dates | Journées    | Adversaires         | Lieux des rencontres         | Scores | Buts FAR | Références          |
| ----- | ----------- | ------------------- | ---------------------------- | ------ | -------- | ------------------- |
| ???   | 16e journée | ???                 | ???                          | ?-?    | -        |                     |
| ???   | 17e journée | ???                 | ???                          | ?-?    | -        |                     |
| ???   | 18e journée | Wydad de Casablanca | Stade d'Honneur (Casablanca) | 3-0    | -        | [ Rapport match 2 ] |
| ???   | 19e journée | ???                 | ???                          | ?-?    | -        |                     |
| ???   | 20e journée | ???                 | ???                          | ?-?    | -        |                     |
| ???   | 21e journée | ???                 | ???                          | ?-?    | -        |                     |
| ???   | 22e journée | ???                 | ???                          | ?-?    | -        |                     |
| ???   | 23e journée | ???                 | ???                          | ?-?    | -        |                     |
| ???   | 24e journée | ???                 | ???                          | ?-?    | -        |                     |
| ???   | 25e journée | ???                 | ???                          | ?-?    | -        |                     |
| ???   | 26e journée | ???                 | ???                          | ?-?    | -        |                     |
| ???   | 27e journée | ???                 | ???                          | ?-?    | -        |                     |
| ???   | 28e journée | ???                 | ???                          | ?-?    | -        |                     |
| ???   | 29e journée | ???                 | ???                          | ?-?    | -        |                     |
| ???   | 30e journée | ???                 | ???                          | ?-?    | -        |                     |

#### Classement final
Le classement est établi sur le même barème de points que durant l'époque coloniale, c'est-à-dire qu'une victoire vaut trois points, un match nul deux points et défaite à un point.
| Rang | Équipe                  | Pts | J  | G  | N  | P  | Bp | Bc | Diff |
| ---- | ----------------------- | --- | -- | -- | -- | -- | -- | -- | ---- |
| 1    | Wydad de Casablanca     | 73  | 30 | 17 | 9  | 4  | 52 | 22 | +30  |
| 2    | Difaâ d'El Jadida       | 71  | 30 | 18 | 5  | 7  | 39 | 21 | +18  |
| 3    | Raja de Casablanca      | 66  | 30 | 10 | 16 | 4  | 34 | 29 | +5   |
| 4    | Chabab Mohammédia (CdT) | 62  | 30 | 10 | 12 | 8  | 42 | 34 | +8   |
| 5    | FUS de Rabat            | 61  | 30 | 10 | 11 | 9  | 34 | 29 | +5   |
| 6    | AS Salé                 | 61  | 30 | 10 | 11 | 9  | 32 | 34 | -2   |
| 7    | Maghreb de Fès (V)      | 60  | 30 | 11 | 8  | 11 | 38 | 29 | +9   |
| 8    | Renaissance de Settat   | 60  | 30 | 9  | 12 | 9  | 36 | 32 | +4   |
| 9    | TAS de Casablanca       | 60  | 30 | 10 | 10 | 10 | 38 | 36 | +2   |
| 10   | CODM de Meknès (P)      | 60  | 30 | 8  | 14 | 8  | 27 | 32 | -5   |
| 11   | FAR de Rabat            | 56  | 30 | 8  | 10 | 12 | 24 | 32 | -8   |
| 12   | Mouloudia d'Oujda (T)   | 56  | 30 | 8  | 11 | 11 | 21 | 30 | -9   |
| 13   | Union de Sidi Kacem     | 56  | 30 | 7  | 12 | 11 | 30 | 43 | -13  |
| 14   | Moghreb de Tétouan      | 54  | 30 | 5  | 14 | 11 | 19 | 36 | -17  |
| 15   | Raja de Beni Mellal     | 52  | 30 | 6  | 11 | 13 | 31 | 37 | -6   |
| 16   | Kawkab de Marrakech     | 50  | 30 | 3  | 14 | 13 | 26 | 47 | -21  |

- Champion

- Vice-champion

- Relégué

- Abréviations

T : Tenant du titre

V : Vice-champion 1974-1975

CdT : Vainqueur de la Coupe du Trône de football 1974-1975

P : Promus de Botola 2 1974-1975

### Parcours en Coupe du Trône
La saison 1975-1976 de la coupe du Trône de football est la vingtième édition de la compétition. Ayant comme champion le Chabab Mohammédia lors de l'édition précédente, cette compétition est la seconde plus importante du pays. Étant une équipe de première division, les FAR débutent cette compétition en seizièmes de finale.
| Dates | Tours       | Adversaires | Lieux des rencontres | Scores | Buts FAR | Références |
| ----- | ----------- | ----------- | -------------------- | ------ | -------- | ---------- |
| ???   | 1/16 finale | ???         | ???                  | ?-?    |          |            |

Les FAR de Rabat qui débutent la compétition en 16e de finale sont éliminés dès leur premier match. On ne connait ni la date et lieux de la rencontre, ni l'adversaire et le score.

## Issue de la saison
À l'issue de la saison, les FAR de Rabat réalisent un médiocre parcours en championnat du Maroc, et sont également éliminés dès les 16e de finale de la compétition après une très faible prestation.
En championnat, le club militaire termine 11e avec 8 victoires, 10 matchs nuls et 12 défaites sur les trente matchs joués. En coupe, les FAR sont éliminés dès leur premier match aux seizième de finale. Le club militaire a donc disputé un seul match perdu en coupe.
Avec un total de trente matchs joués, huit victoires, dix nuls et douze défaites en championnat et avec un total de seulement un match joué en coupe, soit une défaite, les FAR ont joué au total pendant cette saison 31 matchs avec un bilan de 8 victoires, 10 nuls et 13 défaites.
| Compétition    | Classement final | M.J. | G. | N. | P. |
| -------------- | ---------------- | ---- | -- | -- | -- |
| Botola 1       | 11e / 16         | 30   | 8  | 10 | 12 |
| Coupe du Trône | 1/16 finale      | 1    | 0  | 0  | 1  |